# Herbstkind
Herbstkind ist ein deutsches Fernseh-Drama aus dem Jahr 2012 mit dem Thema nach der Geburt eines Kindes auftretender psychischer Belastungszustände. Im Film wie in dessen Beschreibung auf der Webseite der Sendeanstalt ARD wurde die psychische Störung der Kindesmutter als eine postpartale Depression genannt. Katharina Wackernagel spielt die Hauptrolle in dem für den Bayerischen Rundfunk produzierten Film.

## Handlung
Die schwangere Hebamme Emilia Schneider und ihr Ehemann und Kindesvater Christoph Schneider unternehmen eine Bergtour im bayerischen Voralpenland. Die Tour beginnt im Nebel, auf dem sonnigen Gipfel angekommen sagt Emilia den Abgrund hinunterschauend: „Wenn man da runter fällt, findet einen keiner.“ Antwort des Ehemanns: „Ich schon.“
Die Entbindung des Kindes, die Emilias erste ist, war als Hausgeburt geplant, muss durch Komplikationen aber im Krankenhaus stattfinden. Die bisher zuversichtliche und fröhliche Emilia beginnt sich zu verändern. Ihre unmittelbare Umgebung und vor allem das Kind erscheinen ihr zunehmend fremder. Dieser Prozess begann bereits im Spital und setzt sich nach der Heimkehr fort. Emila zieht sich mehr und mehr zurück. Sie zieht bei Tag die Vorhänge zu und beginnt allmählich Haushalt, Ehemann wie auch ihr Kind zu vernachlässigen. Dann hingegen hat sie übertriebene Angst um ihr schlafendes Kind und hält es für tot.
Christoph widmet sich weiterhin seinen Aktivitäten als Musiklehrer, teilweise nun zu Hause, nimmt aber den Ernst der Lage nicht wahr, sondern herrscht seine Frau ob ihrer Verfehlungen an. Erst als Emilias Kollegin Hannah den Verdacht Depression äußert suchen Emilia und Christoph einen Psychiater auf. Doch zunächst ändert sich nichts bis Emilia, angestachelt durch Christophs verhaltene Kritik, Wäsche in einen Korb im ganzen Haus einschließlich Kinderzimmer sammelt, um sie in die Waschmaschine zu stecken. Im letzten Moment holt Christoph das Kind aus jenem Wäschekorb.
Als eines Tages Christoph seine Frau sucht, das Baby wird derweil von Opa gehütet, findet er Emilia auf dem besagten Alpengipfel vor. Sie liegt im Schockzustand, völlig verwirrt auf dem Felsboden, nahe dem Abgrund. Nun drängt der Arzt Emilia zu einer stationären Therapie. Sie willigt jedoch in die Alternative zweimal wöchentlicher Gesprächstherapie und Einnahme von Antidepressiva ein. Außerdem tragen Emilias Vater und ihre Schwiegermutter
zur Entlastung bei und übernehmen die Betreuung des Kindes. Unter dem Eindruck der Gesprächstherapie fragt Emilia ihren Vater nach ihrer Geburt. Es stellt sich heraus, dass Emilia unmittelbar nach der Geburt für mehrere Wochen wegen eines Klinikaufenthaltes von ihrer Mutter, die ihrerseits von der Geburt erschöpft war, getrennt wurde. Emilia gesundet und wendet sich wieder dem Leben und der Mutterrolle zu.

## Hintergrund
Im Film wird durch Emilias Kollegin, eindeutig die Diagnose postpartale Depression genannt. Ein beinahe durchgeführter Suizidversuch und ein mehrfach stattfindender gefährdender Umgang der Mutter mit dem Kind – eskalierend in der Szene des Babys im Schmutzwäschekorb, sind Teil der Filmhandlung und bestätigen diese Diagnose der Wochenbett-Depression. Wenn Suizid und Kindesgefährdung zur Symptomatik dieser Depression zusammentreffen, vollzieht sich ein schwerer Krankheitsverlauf, wie er im Film auch schlüssig dargestellt wird.
Depression ist eine Krankheit mit erhöhten Rückfallrisiko. Von verschiedenen Kliniken werden mehrere Wochen andauernde, stationäre Mutter-Kind-Therapien für an postpartale Depression Erkrankte angeboten. Mutter und Kind zusammen zu behandeln geschieht nicht ohne Grund, weil so die ohnehin gestörte Mutter-Kind-Beziehung durch eine Trennung nicht noch weiter forciert wird. Es werden bei solchen Therapien beispielsweise sogenannte Interaktions-Videos von Mutter und Kind gedreht, in denen die Mütter im Anschluss sich in Gesprächen ihres krankheitsspezifischen Verhalten bewusst werden können. Mit Hebammen werden neue Verhaltensweisen in Fürsorge-Trainings quasi eingeübt.

## Kritik
„‚Herbstkind‘ will nicht allein ein düsteres Familiendrama sein, sondern auch ein aufklärender Film über das psychologische Phänomen. Deshalb hat die Autorin zwei weitere werdende Mütter hinzuerfunden, an denen Katharina Wackernagel ihre Figur spiegeln und brechen kann: Da ist die Rebellin Sandrina, die von ihrer Mutterschaft erst wenig erwartet, dann aber doch eine glückliche Geburtserfahrung macht. Und dann ist da die minderjährige Tini, die Abtreibung noch weniger will als das Kind.
Regisseurin Petra K. Wagner gibt diesen beiden Nebenplots genügend Raum, so dass sie für den Zuschauer zu kleinen Hoffnungsinseln werden können. Denn die Verzweiflung im Zentrum des Dramas ist zuweilen so intensiv, dass sie für zarte Gemüter nur schwer erträglich sein mag. Katharina Wackernagel dosiert ihr Spiel sehr gekonnt auf das Nötigste, weder spielt sie die Depression weidlich aus, noch geraten die raren Euphoriemomente zu überschwänglich.“

„Man wundert sich zwar, dass ausgerechnet der Hebamme das Phänomen der postpartalen Depression offenbar fremd ist, aber Wackernagels Spiel und Wagners Inszenierung vermitteln nachdrücklich, welche Ausmaße diese Erkrankung annehmen kann: Das Baby fühlt sich für Emilia wie ein Alien an, sie hat keinerlei Bezug zu diesem kleinen Wesen. Alle anderen sind außer sich vor Freude; ausgerechnet die Mutter jedoch fühlt sich mehr und mehr wie eine Fremde im eigenen Leben.“

„Eingebettet in formatgerechte Fernsehunterhaltung erteilen die Regisseurin Petra K. Wagner und die Drehbuchautorin Ariela Bogenberger dem Zuschauer eine Lektion zu einem verdrängten Thema. Wer an automatisches Mutterglück glaubt oder diese Frauen als Rabenmütter abkanzelt, macht es sich allzu leicht.“